# Anthaxia eugeniae
Anthaxia eugeniae es una especie de escarabajo del género Anthaxia, familia Buprestidae. Fue descrita científicamente por Ganglbauer en 1885.